# Orongo

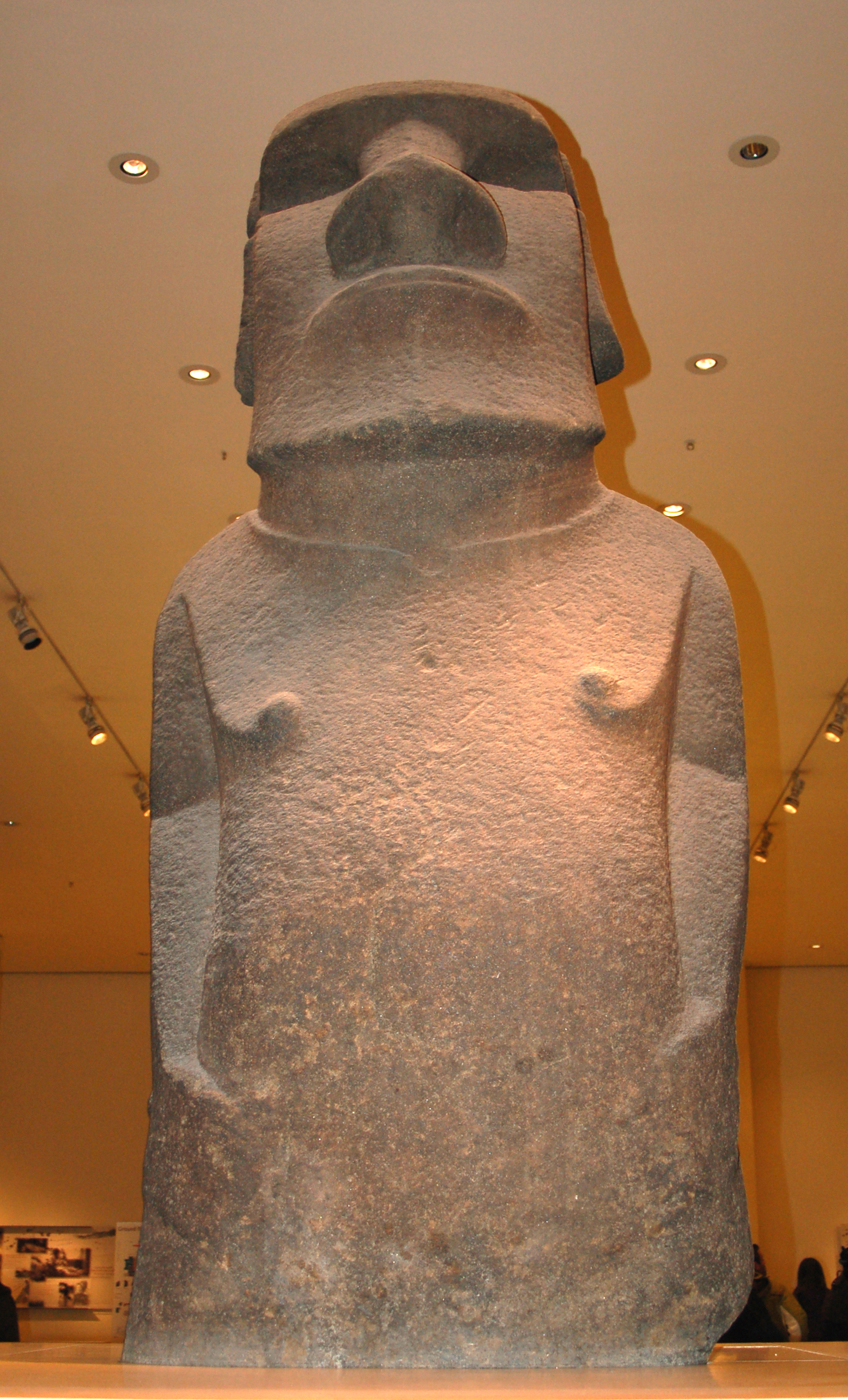
Hoa Hakananaiʻa w British Museum

Orongo - dawne centrum obrzędowe na południowo-zachodnim cyplu Wyspy Wielkanocnej. Kamienne domy zostały odrestaurowane w roku 1974 przez amerykańskiego archeologa Williama Mulloya. Orongo położone jest na krawędzi krateru wulkanu Rano Kau, w pobliżu klifu morskiego o wysokości 250 m. Stanowi część Parku Narodowego Rapa Nui. W przeszłości Orongo stanowiło centrum kultu tangata manu.